# Tyringe
Tyringe est une localité de Suède dans la commune de Hässleholm en Scanie.
Sa population était de 4 885 habitants en 2019.